# Juan Mario Laserna
Juan Mario Laserna Jaramillo (Bogotá, 26 de agosto de 1967-Ibagué, 24 de julio de 2016) fue un economista y político colombiano; ejerció como senador durante el período 2010-2014.

## Biografía
Provenía de una acaudalada familia arraigada en el departamento del Tolima. Hijo menor, y único varón, del matrimonio entre Mario Laserna Pinzón, reconocido educador, filósofo, matemático y escritor, que también se desempeñó como político y diplomático y, además, fue fundador de la Universidad de los Andes, y la manizaleña Liliana Jaramillo. Estudió economía en la Universidad de Yale. Tenía un posgrado en economía y seguridad de la Escuela de Estudios Internacionales de la Universidad Johns Hopkins, y especialización en Gestión Pública de la Universidad de los Andes.  
Fue funcionario público desde el gobierno de César Gaviria. Inició como analista del Consejo Superior de Política Fiscal entre 1990 y 1992, luego en 1993 participó del Plan Quinquenal de Fuerza Pública y comenzó a dar clases en la Universidad Externado de Colombia de Bogotá. En 1994, estuvo en la Unidad de Justicia y Seguridad del Ministerio de Defensa de Rafael Pardo.
Ocupó cargos políticos como Consejero Presidencial para Asuntos Económicos de César Gaviria, convirtiéndose en su secretario privado. Fue el coordinador programático de la campaña de Alfonso Valdivieso a la presidencia y luego, cuando Valdivieso se adhirió a la campaña de Andrés Pastrana, fue asesor de la campaña conservadora. Cuando Pastrana llegó a la presidencia en 1998, Laserna fue nombrado Viceministro de Hacienda y Crédito Público bajo el entonces ministro de Hacienda Juan Camilo Restrepo.
Durante su período como viceministro, promovió la ley 617 y el proyecto de ley del Fondo de Pensiones Territoriales y negoció con Luis Eduardo Garzón, el entonces presidente de la CUT, un paro nacional que duró 26 días, en noviembre de 1998. En 1999 fue nombrado director de crédito público, cargo que ocupó hasta el final del gobierno Pastrana en 2002. En 2005 fue nombrado codirector, y miembro de la junta directiva, del Banco de la República por el entonces presidente Álvaro Uribe Vélez, cargo al que renunció en 2009 para postularse a las elecciones del 2010 en las cuales fue elegido senador de la república por el Partido Conservador Colombiano, labor que desempeñó hasta 2014.
Se casó con la estadounidense Christine Balling en julio de 2007.  Ella pidió un divorcio en Estados Unidos en el año 2009. Divorcio que fue ratificado en Colombia mediante sentencia de la Corte Suprema de Justicia, por lo que no tuvo efectos este matrimonio en Colombia.
Murió en un accidente de tránsito el 24 de julio de 2016, en la variante de Picaleña, en Ibagué, mientras se dirigía a Bogotá. Su muerte fue lamentada por diversos sectores de la política nacional.